# Emil Bettgenhäuser
Emil Bettgenhäuser (* 31. Oktober 1906 in Flammersfeld/Westerwald; † 9. November 1982 in Koblenz) war ein deutscher Politiker der SPD.

## Leben und Beruf
Nach dem Besuch der Volksschule arbeitete Bettgenhäuser von 1920 bis 1930 als Bergmann. Seit 1921 engagierte er sich im Bergarbeiter-Verband. Im Zuge der Wirtschaftskrise wurde er arbeitslos und fand erst 1934 wieder eine Anstellung als Reisender (Mineralölbranche) und Versicherungsinspektor. (Abweichend schreibt "Die Stellvertreter des freien Volkes" er sei bis 1933 Bergmann gewesen und die Entlassung sei aus politischen Gründen erfolgt). Von 1939 bis 1945 war er Kriegsteilnehmer. Bevor er in die Dienste der SPD trat, war er 1945/46 Direktor des Arbeitsamtes in Koblenz.

## Partei
Bettgenhäuser trat 1927 der SPD bei. Er beteiligte sich nach dem Zweiten Weltkrieg am Wiederaufbau der SPD in Koblenz und wurde 1946 hauptamtlicher Sekretär für den Bezirk Rheinland/Hessen/Nassau (das Land Rheinland-Pfalz wurde erst später gegründet), später für den Bezirk Rheinland-Koblenz-Trier. Er war ab 1946 Lizenzträger der SPD-Zeitung Freiheit in Mainz und in der Nachkriegszeit Mitglied des Landesausschusses der rheinland-pfälzischen SPD.

## Abgeordneter
Bettgenhäuser war 1946/47 Mitglied der Beratenden Landesversammlung von Rheinland-Pfalz und dort stellvertretender Vorsitzender der SPD-Fraktion. Von 1947 bis zu seiner Mandatsniederlegung am 30. September 1949 war er Mitglied des Rheinland-Pfälzischen Landtages. Hier war er ebenfalls stellvertretender Fraktionsvorsitzender und gehörte dem Ältestenrat, Geschäftsordnungsausschuss, Wirtschafts- und Verkehrsausschuss und dem  Zwischenausschuss an.
Dem Deutschen Bundestag gehörte er seit dessen erster Wahl 1949 bis 1961 an.

## Öffentliche Ämter
Von 1959 bis 1972 war Bettgenhäuser Erster Bürgermeister (also Stellvertreter des Oberbürgermeisters) in Koblenz.

## Ehrungen
- 1973: Großes Verdienstkreuz der Bundesrepublik Deutschland[1]